# Xian de Banbar
Le xian de Banbar (边坝县 ; pinyin : Biānbà Xiàn ; tibétain : དཔལ་འབར་རྫོང་ ; translittération Wylie : dpal 'bar rdzong) est un district administratif de la région autonome du Tibet en Chine. Il est placé sous la juridiction de la préfecture de Qamdo.

## Démographie
La population du district était de 29 337 habitants en 1999.